# NGC 4355
NGC 4355 (NGC 4418) é uma galáxia espiral (Sa) localizada na direcção da constelação de Virgo. Possui uma declinação de -00° 52' 40" e uma ascensão recta de 12 horas, 26 minutos e 54,6 segundos.
A galáxia NGC 4355 foi descoberta em 1 de Janeiro de 1786 por William Herschel.